# گلف کانتری
گلف کانتری (به انگلیسی: Gulf Country) یک منطقهٔ مسکونی در استرالیا است که در کوئینزلند واقع شده‌است.